# Spud
Série
Spud 2: The Madness Continues
(2013)
Pour plus de détails, voir Fiche technique et Distribution.
Spud est un film sud-africain réalisé par Donovan Marsh, sorti en 2010. Le film a connu deux suites Spud 2: The Madness Continues et Spud 3: Learning to Fly.

## Synopsis
En 1990, en Afrique du Sud, le jeune Spud Milton rejoint une école privée d'excellence.

## Fiche technique
- Titre : Spud
- Réalisation : Donovan Marsh
- Scénario : Donovan Marsh d'après le roman de John van de Ruit
- Musique : Ed Jordan
- Photographie : Lance Gewer
- Montage : Megan Gill
- Production : Ross Garland et Brad Logan
- Société de production : Rogue Star Films et BLM Productions
- Pays :  Afrique du Sud
- Genre : Comédie dramatique
- Durée : 103 minutes
- Dates de sortie : 
  -  Afrique du Sud : 3 décembre 2010

## Distribution
- John Cleese : The Guv - M. Edly
- Troye Sivan : John « Spud » Milton
- Jamie Royal : Henry « Gecko » Barker
- Sven Ruygrok : Rambo
- Blessing Xaba : Fatty
- Tom Burne : Vern « Rain Main » Blackadder
- Josh Goddard : Charlie « Mad Dog » Hooper
- Travis Hornsby : Boggo
- Byron Langley : Simon Brown
- Jason Cope : Sparerib - M. Wilson
- Genna Blair : Mermaid - Debbie
- Charlbi Dean : Amanda
- Julie Summers : la mère
- Aaron McIlroy : le père
- Tanit Phoenix Copley : Eve - Mme. Wilson
- Graham Weir : le Viking
- Ben Voss : M. Lilly
- Jeremy Crutchley : The Glock - M. Glockenshpeel
- Siobhan Hodgson : Mme. Roberts
- Ryan Mayne : Julian
- Darren Frances : Pike

## Distinctions
Le film a été nommé pour 6 South African Film and Television Awards et obtenu le SAFTA du Meilleur montage.